# Книга Тота (Кроули)
«Книга Тота» (англ. The Book of Thoth: A Short Essay on the Tarot of the Egyptians) — один из выпусков периодического издания «Равноденствие» (том III, номер 5) английского писателя и оккультиста Алистера Кроули. Дата публикации книги записана как весеннее равноденствие 1944 года (Ixviii Sol в 0 ° 0 '0 "Овен, 21 марта 1944 года, т. 5:29 вечера), первоначально она была издана тиражом в 200 пронумерованных и подписанных экземпляров.
Книга описывает символику и интерпретацию «Колоды Тота Алистера Кроули», колоды карт Таро, разработанной Кроули и проиллюстрированной в соавторстве с Леди Фридой Харрис. Впоследствии Таро Тота стала одной из самых продаваемых и популярных колод Таро в мире.
Оригинал, выпущенный в 1944 году ограниченным тиражом (под псевдонимом «Мастер Терион»), был переплетен в сафьян и напечатан на довоенной бумаге. Кроули продал весь тираж менее чем за три месяца, заработав более 1500 фунтов стерлингов (сумму равную 57 540 фунтам стерлингов в 2013 году).
В том же году было сделано первое пробное издание самой колоды тиражом 200 экземпляров. После издания возникли разногласия из-за авторских прав на колоду. Кроули заявил, что ему принадлежат две трети работы и даже нанял адвокатов для отстаивания своих прав, но раздоры были недолгими и соавторы остались друзьями вплоть до смерти Кроули в 1947 году.

## Содержание
Книга состоит из четырех основных частей:
- Часть первая: Теория Таро.

- Часть вторая: Ату (ключи или козыри).

- Часть третья: Карты суда.

- Часть четвертая: Младшие карты

Первая часть делится на три главы; вторая — на две главы и приложение; третья — на одну главу; и четвертая — на одну главу. Книга включает в себя список с изображениями карт Таро, проиллюстрированных Кроули и Харрис.
В книге содержится приложение «А»: использование Таро в Искусстве Гадания; и приложение «Б», которое включает в себя попутное замечание: «все совпадения не являются случайными». Приложение «Б» также включает в себя ключевую шкалу Древа Жизни с коническими разделами математики, а также диаграмму с атрибутами различных триграмм — от «Книга Перемен» до Сфирота.

## Переиздания
- U.S. Games Systems, October 1977. ISBN 0-913866-12-1
- Weiser Books, 1969. ISBN 0-87728-268-4